# Alfred Brunner (Politiker)
Alfred Brunner (* 21. August 1871 in Braunschweig; † 12. Februar 1936) war ein deutscher Maschinenbauingenieur und Fabrikdirektor. Er war Leiter der von ihm initiierten, kurzlebigen völkischen Deutschsozialistischen Partei (DSP), deren Versuche zur Konkurrenz bzw. Kooperation mit der frühen NSDAP an Hitlers Widerstand scheiterten.

## Leben
Brunners Vater war Dozent und Bibliothekar an der TH Braunschweig. Alfred Brunner studierte ebenda Maschinenbau und gehörte seit 1890 der Braunschweiger Burschenschaft Germania an. Er arbeitete nach einem Studium zunächst bei verschiedenen Firmen als Reise- und Montage-Ingenieur. Später besaß er eine kleine Fabrik in Düsseldorf.
Seit 1904 beschäftigte sich Brunner mit völkischen Themen und stand angeblich auch in Kontakt mit der völkisch-sozialistischen Bewegung in Österreich. Unter dem Eindruck der Entwicklung des letzten Kriegsjahres entwickelte Brunner einen deutlich antikapitalistischen Akzent. Er vertrat einen kulturpessimistischen Antisemitismus, proklamierte einen „deutschen, völkischen, idealistischen, biologisch begründeten Tatsozialismus“ und grenzte sich auch gegenüber den Deutschnationalen und den Alldeutschen ab. In seiner am 1. Dezember 1918 abgeschlossenen Denkschrift zu Gründung der deutschsozialistischen Partei auf judenreiner und kapitalloser Grundlage machte er gleichzeitig deutlich, dass er darunter vor allem die Bekämpfung des angeblich vor allem in jüdischen Händen befindlichen „Groß- und Leihkapitals“ verstand, das er vom „werteschaffenden Industriekapital“ unterschied. Die Ablehnung alles „Undeutschen“ verband sich bei ihm mit Affekten gegen die katholische Kirche und den sogenannten Ultramontanismus. Brunner sah das römische Recht als „verjudet“ und mit der Römischen Kirche als politischer Kirche assoziiert an.
Zugleich bemühte sich Brunner darum, Gesinnungsgenossen zu sammeln. Er bewarb seinen Programmentwurf durch Anzeigen in völkischen Publikationen. Der Germanenorden, der die Publikation der Denkschrift finanziert hatte, machte sich das Programm zu eigen. 1919 gründeten sich unabhängig voneinander weitere deutschsozialistische Gruppen in deutschen Städten, die Brunner zwar als „geistigen Urheber“ und „Gründer der Partei“ anerkannten, aber nur eine lose organisatorische Bindung zueinander unterhielten. Brunner versuchte deshalb ab April 1920, die Bewegung, die zu diesem Zeitpunkt aus 35 Ortsgruppen mit ca. 1.500 bis 2.000 Mitgliedern bestand, unter einer Zentralleitung zu koordinieren, die er allerdings nicht selbst übernehmen wollte. Der für April 1920 in Weimar geplante Gründungsparteitag kam in der Folge des Kapp-Putsches nicht mehr zu Stande. Der Deutschsozialistische Wahlverein Hannover berief daraufhin aus eigener Initiative einen Parteitag nach Hannover ein, auf dem Brunner zum Leiter und Obmann gewählt wurde. Die Leitung der Bewegung wurde indes anschließend nach Berlin verlegt, wo der Lehrer Emil Holtz den Vorsitz übernahm.
Brunner war darüber hinaus Mitglied verschiedener nationalistischer, völkischer Vereinigungen und Bünde wie dem Deutschnationalen Handlungsgehilfen-Verband und stand auch der Münchner Thule-Gesellschaft nahe. Im Sommer 1919 wurde er in den Beirat des Deutsch-Völkischen Schutz- und Trutzbundes berufen. Im Gegensatz zu den Angaben in Werner Masers Buch Frühgeschichte der NSDAP nahm Brunner nicht an den vertraulichen Zusammenkünften der DAP-Führung teil und war auch kein Mitschüler Hitlers. Brunners Denkschrift war allerdings am 31. Mai 1919 unter dem Titel Unser politisches Programm im Münchner Beobachter abgedruckt worden und stimmte in vielen Punkten mit dem 25-Punkte-Programm der NSDAP überein.
Es ist indes anzunehmen, dass Brunner in dieser Zeit eine Zeitschrift mit dem Titel Die Freie Meinung herausgab, die ab 1920 von dem Parteiblatt Deutscher Sozialist. Werkblatt für die Belange der völkisch-sozialistischen Bewegung. Bundesschrift der Deutschsozialistischen Partei Deutschlands abgelöst wurde. Schriftleiter war der spätere Stürmer-Herausgeber Julius Streicher. Von Oktober 1921 bis 1922 erschien das Blatt unter dem Titel Deutscher Volkswille. Wochenblatt für die Bewegung zur deutschen Werkgemeinschaft.
Brunner sah in der NSDAP einen möglichen Partner für eine Fusion, verwarf aber das demokratische Parteiensystem nicht grundsätzlich. Stattdessen sprach er sich für eine reformatorisch-evolutionäre Entwicklung aus und lehnte einen gewaltsamen Umsturz ab. Bei den Versuchen, eine Vereinigung der völkischen Parteien herbeizuführen, erwog Brunner zeitweise, die DSP um jeden Preis mit der NSDAP zu vereinigen, um Adolf Hitler beiseiteschieben zu können. Hitler wiederum widersetzte sich im Frühjahr 1921 einer Fusion beider Parteien. Die DSP löste sich im Herbst 1922 auf, nachdem Julius Streicher seine starke Nürnberger Ortsgruppe Hitlers NSDAP unterstellt hatte und weitere Ortsgruppen seinem Beispiel folgten.